# Kaple Panny Marie Svátosti
Kaple Panny Marie Svátosti (fr. Chapelle Notre-Dame du Saint Sacrement) je katolická kaple v 16. obvodu v Paříži, v ulici Rue Cortambert. Kaple patří k farnosti kostela Notre-Dame-de-Grâce-de-Passy.

## Historie
Kaple byla postavená v roce 1900 v novogotickém slohu.